# Clionoidea
Clionoidea Rafinesque, 1815 è una superfamiglia di molluschi gasteropodi dell'ordine Pteropoda.

## Descrizione
Il raggruppamento comprende molluschi pteropodi di piccole dimensioni, privi di conchiglia.

## Tassonomia
La superfamiglia comprende le seguenti famiglie:
- Clionidae Rafinesque, 1815
- Cliopsidae O.G. Costa, 1873
- Notobranchaeidae Pelseneer, 1886
- Pneumodermatidae Latreille, 1825